# (19913) Aigyptios
(19913) Aigyptios – planetoida z grupy trojańczyków z obozu greckiego okrążająca Słońce w ciągu 11 lat i 286 dni w średniej odległości 5,18 j.a. Została odkryta 19 września 1973 roku. Przed nadaniem nazwy planetoida nosiła oznaczenie tymczasowe (19913) 1973 SU1.